# Constantin Grecu
Constantin Grecu (n. 8 iunie 1988, Craiova, România) este un fotbalist român liber de contract, care joacă pe post de fundaș lateral. Pe plan internațional, are prezențe la națională pentru România Sub-17, România Sub-21 și România.